# Списак споменика културе у Јужнобанатском округу
Следи списак споменика културе у Јужнобанатском округу.
| ИД      | Слика                                                                                          | Назив                                                                                          | Адреса                                   | Координате                                     | Место                 | Градска општина | Општина    | Надлежни завод |
| ------- | ---------------------------------------------------------------------------------------------- | ---------------------------------------------------------------------------------------------- | ---------------------------------------- | ---------------------------------------------- | --------------------- | --------------- | ---------- | -------------- |
| СК 1020 | Манастир Месић                                                                                 | Манастир Месић                                                                                 |                                          | 45.104531°N 21.393317°E / 45.104531, 21.393317 | Месић                 |                 | Вршац      | ПАНЧЕВО        |
| СК 1029 | Румунска православна црква Светог Георгија у Уздину                                            | Румунска православна црква Светог Георгија у Уздину                                            |                                          | 45.207531°N 20.620001°E / 45.207531, 20.620001 | Уздин                 |                 | Ковачица   | ПАНЧЕВО        |
| СК 1051 | Српска православна црква Светог Преображења у Панчеву                                          | Српска православна црква Светог Преображења у Панчеву                                          | Димитрија Туцовића                       | 44.8777°N 20.631636°E / 44.8777, 20.631636     | Панчево               |                 | Панчево    | ПАНЧЕВО        |
| СК 1085 | Бунари у Владимировцу                                                                          | Бунари у Владимировцу                                                                          |                                          | 45.033198°N 20.866678°E / 45.033198, 20.866678 | Владимировац          |                 | Алибунар   | ПАНЧЕВО        |
| СК 1086 | Српска православна црква Светог Николе у Иланџи                                                | Српска православна црква Светог Николе у Иланџи                                                |                                          | 45.170904°N 20.918949°E / 45.170904, 20.918949 | Иланџа                |                 | Алибунар   | ПАНЧЕВО        |
| СК 1096 | Два дворца породице Лазаревић                                                                  | Два дворца породице Лазаревић                                                                  |                                          | 45.1795°N 21.401313°E / 45.1795, 21.401313     | Велико Средиште       |                 | Вршац      | ПАНЧЕВО        |
| СК 1097 | Вршачка кула                                                                                   | Вршачка кула                                                                                   |                                          | 45.122718°N 21.324815°E / 45.122718, 21.324815 | Вршац                 |                 | Вршац      | ПАНЧЕВО        |
| СК 1098 | Родна кућа Јована Стерије Поповића                                                             | Родна кућа Јована Стерије Поповића                                                             | Трг Саве Ковачевића 11                   | 45.120908°N 21.295654°E / 45.120908, 21.295654 | Вршац                 |                 | Вршац      | ПАНЧЕВО        |
| СК 1113 | Дворац Јагодић                                                                                 | Дворац Јагодић                                                                                 |                                          | 45.316864°N 20.909261°E / 45.316864, 20.909261 | Стари Лец             |                 | Пландиште  | ПАНЧЕВО        |
| СК 1114 | Дворац у Хајдучици                                                                             | Дворац у Хајдучици                                                                             |                                          | 45.246945°N 20.962981°E / 45.246945, 20.962981 | Хајдучица             |                 | Пландиште  | ПАНЧЕВО        |
| СК 1129 | Српска Православна црква Светих Петра и Павла у Белој Цркви                                    | Српска Православна црква Светих Петра и Павла у Белој Цркви                                    | Светосавска                              | 44.905618°N 21.431149°E / 44.905618, 21.431149 | Бела Црква            |                 | Бела Црква | ПАНЧЕВО        |
| СК 1138 | Дворац Капетаново                                                                              | Дворац Капетаново                                                                              |                                          | 45.272621°N 20.937103°E / 45.272621, 20.937103 | Стари Лец             |                 | Пландиште  | ПАНЧЕВО        |
| СК 1139 | Дворац Барона Јовановића                                                                       | Дворац Барона Јовановића                                                                       |                                          | 45.088691°N 21.450499°E / 45.088691, 21.450499 | Сочица                |                 | Вршац      | ПАНЧЕВО        |
| СК 1141 | Зграда „Стара апотека“ у Вршцу                                                                 | Зграда „Стара апотека“ у Вршцу                                                                 | угао Кумановске и Стефана Немање         | 45.122449°N 21.296712°E / 45.122449, 21.296712 | Вршац                 |                 | Вршац      | ПАНЧЕВО        |
| СК 1150 | Остаци тврђаве у Ковину                                                                        | Остаци тврђаве у Ковину                                                                        |                                          | 44.730047°N 20.975081°E / 44.730047, 20.975081 | Ковин                 |                 | Ковин      | ПАНЧЕВО        |
| СК 1214 | Зграда Народне пиваре у Панчеву                                                                | Зграда Народне пиваре у Панчеву                                                                | Кеј Радоја Дакића                        | 44.868371°N 20.63965°E / 44.868371, 20.63965   | Панчево               |                 | Панчево    | ПАНЧЕВО        |
| СК 1424 | Пошаљи фотографију                                                                             | Манастир Војловица у Панчеву                                                                   |                                          | 44.828056°N 20.685087°E / 44.828056, 20.685087 | Панчево               |                 | Панчево    | ПАНЧЕВО        |
| СК 1425 | Владичански двор у Вршцу                                                                       | Владичански двор у Вршцу                                                                       | Дворска 20                               | 45.118932°N 21.296229°E / 45.118932, 21.296229 | Вршац                 |                 | Вршац      | ПАНЧЕВО        |
| СК 1426 | Црква Преноса моштију Светог Николе Маладоња                                                   | Црква Преноса моштију Светог Николе Маладоња                                                   |                                          | 44.904979°N 20.879964°E / 44.904979, 20.879964 | Долово (Панчево)      |                 | Панчево    | ПАНЧЕВО        |
| СК 1427 | Црква Преноса моштију Светог Николе Велидоња                                                   | Црква Преноса моштију Светог Николе Велидоња                                                   |                                          | 44.900693°N 20.877518°E / 44.900693, 20.877518 | Долово (Панчево)      |                 | Панчево    | ПАНЧЕВО        |
| СК 1428 | Зграда Магистрата у Панчеву                                                                    | Зграда Магистрата у Панчеву                                                                    | Трг Краља Петра I 7                      | 44.871412°N 20.640413°E / 44.871412, 20.640413 | Панчево               |                 | Панчево    | ПАНЧЕВО        |
| СК 1429 | Зграда у улици Николе Тесле 3 у Панчеву                                                        | Зграда у улици Николе Тесле 3 у Панчеву                                                        | Николе Тесле 3                           | 44.868854°N 20.639533°E / 44.868854, 20.639533 | Панчево               |                 | Панчево    | ПАНЧЕВО        |
| СК 1430 | Успенска црква у Панчеву                                                                       | Успенска црква у Панчеву                                                                       | Проте Васе Живковића                     | 44.872325°N 20.63861°E / 44.872325, 20.63861   | Панчево               |                 | Панчево    | ПАНЧЕВО        |
| СК 1431 | Зграда у Улици ЈНА 2 у Панчеву                                                                 | Зграда у Улици ЈНА 2 у Панчеву                                                                 | Улица ЈНА 2                              | 44.869899°N 20.642258°E / 44.869899, 20.642258 | Панчево               |                 | Панчево    | ПАНЧЕВО        |
| СК 1432 | Зграда у Димитрија Туцовића 2 у Панчеву                                                        | Зграда у Димитрија Туцовића 2 у Панчеву                                                        | Димитрија Туцовића 2                     | 44.87253°N 20.638116°E / 44.87253, 20.638116   | Панчево               |                 | Панчево    | ПАНЧЕВО        |
| СК 1433 | Зграда на Тргу краља Петра 8-10 у Панчеву                                                      | Зграда на Тргу краља Петра 8-10 у Панчеву                                                      | Трг краља Петра 8-10                     | 44.871222°N 20.641635°E / 44.871222, 20.641635 | Панчево               |                 | Панчево    | ПАНЧЕВО        |
| СК 1434 | Зграда на Тргу краља Петра 11 у Панчеву                                                        | Зграда на Тргу краља Петра 11 у Панчеву                                                        | Трг краља Петра 11                       | 44.870736°N 20.640676°E / 44.870736, 20.640676 | Панчево               |                 | Панчево    | ПАНЧЕВО        |
| СК 1435 | Румунска православна црква Светог Теодора Тирона у Куштиљу                                     | Румунска православна црква Светог Теодора Тирона у Куштиљу                                     |                                          | 45.034855°N 21.379308°E / 45.034855, 21.379308 | Куштиљ                |                 | Вршац      | ПАНЧЕВО        |
| СК 1436 | Румунска православна црква Светог Николе у Ритишеву                                            | Румунска православна црква Светог Николе у Ритишеву                                            |                                          | 45.062333°N 21.228777°E / 45.062333, 21.228777 | Ритишево              |                 | Вршац      | ПАНЧЕВО        |
| СК 1437 | Црква Вазнесења Христовог у Потпорњу                                                           | Црква Вазнесења Христовог у Потпорњу                                                           |                                          | 45.02364°N 21.242531°E / 45.02364, 21.242531   | Потпорањ              |                 | Вршац      | ПАНЧЕВО        |
| СК 1438 | Дворац у Влајковцу                                                                             | Дворац у Влајковцу                                                                             | Вршачка 58-60                            | 45.071517°N 21.198377°E / 45.071517, 21.198377 | Влајковац             |                 | Вршац      | ПАНЧЕВО        |
| СК 1439 | Градска кућа у Вршцу                                                                           | Градска кућа у Вршцу                                                                           | Трг победе 1                             | 45.120552°N 21.297908°E / 45.120552, 21.297908 | Вршац                 |                 | Вршац      | ПАНЧЕВО        |
| СК 1440 | Кућа звана „Код два пиштоља“ у Вршцу                                                           | Кућа звана „Код два пиштоља“ у Вршцу                                                           | Саве Ковачевића 15                       | 45.120571°N 21.294561°E / 45.120571, 21.294561 | Вршац                 |                 | Вршац      | ПАНЧЕВО        |
| СК 1441 | Зграда бившег градског народног одбора у Вршцу                                                 | Зграда бившег градског народног одбора у Вршцу                                                 | Трг победе 1                             | 45.120552°N 21.297908°E / 45.120552, 21.297908 | Вршац                 |                 | Вршац      | ПАНЧЕВО        |
| СК 1442 | Зграда дечјег вртића „Анђа Ранковић“ у Вршцу                                                   | Зграда дечјег вртића „Анђа Ранковић“ у Вршцу                                                   | Пашићев трг 2                            | 45.11651°N 21.291567°E / 45.11651, 21.291567   | Вршац                 |                 | Вршац      | ПАНЧЕВО        |
| СК 1443 | Зграда на Тргу победе бр. 5 у Вршцу                                                            | Зграда на Тргу победе бр. 5 у Вршцу                                                            | Трг победе 5                             | 45.120325°N 21.298675°E / 45.120325, 21.298675 | Вршац                 |                 | Вршац      | ПАНЧЕВО        |
| СК 1444 | Зграда у ул. Жарка Зрењанина бр. 21 у Вршцу                                                    | Зграда у ул. Жарка Зрењанина бр. 21 у Вршцу                                                    | Жарка Зрењанина 21                       | 45.118811°N 21.301276°E / 45.118811, 21.301276 | Вршац                 |                 | Вршац      | ПАНЧЕВО        |
| СК 1445 | Зграда „Конкордија“ у Вршцу                                                                    | Зграда „Конкордија“ у Вршцу                                                                    | Жарка Зрењанина 20                       | 45.118713°N 21.301233°E / 45.118713, 21.301233 | Вршац                 |                 | Вршац      | ПАНЧЕВО        |
| СК 1446 | Румунска православна црква Вазнесења Господњег у Гребенцу                                      | Румунска православна црква Вазнесења Господњег у Гребенцу                                      |                                          | 44.900047°N 21.235692°E / 44.900047, 21.235692 | Гребенац              |                 | Бела Црква | ПАНЧЕВО        |
| СК 1447 | Српска Православна црква Светог Николе у Опову                                                 | Српска Православна црква Светог Николе у Опову                                                 |                                          | 45.052302°N 20.419731°E / 45.052302, 20.419731 | Опово                 |                 | Опово      | ПАНЧЕВО        |
| СК 1448 | Српска Православна црква Светог Николе у Сакулама                                              | Српска Православна црква Светог Николе у Сакулама                                              |                                          | 45.145166°N 20.481087°E / 45.145166, 20.481087 | Сакуле                |                 | Опово      | ПАНЧЕВО        |
| СК 1458 | Црква Светог Преображења у Добрици                                                             | Црква Светог Преображења у Добрици                                                             |                                          | 45.214848°N 20.847327°E / 45.214848, 20.847327 | Добрица (Алибунар)    |                 | Алибунар   | ПАНЧЕВО        |
| СК 1459 | Воденица поточара у Кусићу                                                                     | Воденица поточара у Кусићу                                                                     |                                          | 44.873815°N 21.475801°E / 44.873815, 21.475801 | Кусић                 |                 | Бела Црква | ПАНЧЕВО        |
| СК 1460 | Српска православна црква Светог Николе у Самошу                                                | Српска православна црква Светог Николе у Самошу                                                |                                          | 45.202089°N 20.773166°E / 45.202089, 20.773166 | Самош                 |                 | Ковачица   | ПАНЧЕВО        |
| СК 1461 | Црква Успења Богородице у Црепаји                                                              | Црква Успења Богородице у Црепаји                                                              |                                          | 45.008976°N 20.637762°E / 45.008976, 20.637762 | Црепаја               |                 | Ковачица   | ПАНЧЕВО        |
| СК 1462 | Црква Преноса моштију Светог Николе у Делиблату                                                | Црква Преноса моштију Светог Николе у Делиблату                                                |                                          | 44.839895°N 21.035598°E / 44.839895, 21.035598 | Делиблато             |                 | Ковин      | ПАНЧЕВО        |
| СК 1464 | Српска Православна црква Светих Арханђела у Ковину                                             | Српска Православна црква Светих Арханђела у Ковину                                             | Улица ЈНА                                | 44.742195°N 20.97728°E / 44.742195, 20.97728   | Ковин                 |                 | Ковин      | ПАНЧЕВО        |
| СК 1465 | Светионици на ушћу Тамиша у Дунав                                                              | Светионици на ушћу Тамиша у Дунав                                                              | ушће Тамиша у Дунав                      | 44.848597°N 20.635068°E / 44.848597, 20.635068 | Панчево               |                 | Панчево    | ПАНЧЕВО        |
| СК 1466 | Родна кућа Жарка Зрењанина                                                                     | Родна кућа Жарка Зрењанина                                                                     | Жарка Зрењанина 38                       | 45.019822°N 21.181423°E / 45.019822, 21.181423 | Избиште               |                 | Вршац      | ПАНЧЕВО        |
| СК 1467 | Ватрогасни дом у Белој Цркви                                                                   | Ватрогасни дом у Белој Цркви                                                                   | 1. октобра 10                            | 44.898432°N 21.423838°E / 44.898432, 21.423838 | Бела Црква            |                 | Бела Црква | ПАНЧЕВО        |
| СК 1705 | Српска православна црква у Идвору                                                              | Српска православна црква у Идвору                                                              |                                          | 45.190355°N 20.512342°E / 45.190355, 20.512342 | Идвор                 |                 | Ковачица   | ПАНЧЕВО        |
| СК 1737 | Војно граничарска зграда у Омољици                                                             | Војно граничарска зграда у Омољици                                                             |                                          | 44.758436°N 20.736605°E / 44.758436, 20.736605 | Омољица               |                 | Панчево    | ПАНЧЕВО        |
| СК 1738 | Надгробни споменик Марка Кулића                                                                | Надгробни споменик Марка Кулића                                                                | Православно гробље, Ослобођења бб        | 44.875929°N 20.651388°E / 44.875929, 20.651388 | Панчево               |                 | Панчево    | ПАНЧЕВО        |
| СК 1739 | Надгробни споменик композитора Мите Топаловића                                                 | Надгробни споменик композитора Мите Топаловића                                                 | Православно гробље, Ослобођења бб        | 44.875929°N 20.651388°E / 44.875929, 20.651388 | Панчево               |                 | Панчево    | ПАНЧЕВО        |
| СК 1740 | Надгробни споменик Василија Живковића                                                          | Надгробни споменик Василија Живковића                                                          | Православно гробље, Ослобођења бб        | 44.875929°N 20.651388°E / 44.875929, 20.651388 | Панчево               |                 | Панчево    | ПАНЧЕВО        |
| СК 1741 | Надгробни споменик Игњата Барајевца                                                            | Надгробни споменик Игњата Барајевца                                                            | Православно гробље, Ослобођења бб        | 44.875929°N 20.651388°E / 44.875929, 20.651388 | Панчево               |                 | Панчево    | ПАНЧЕВО        |
| СК 1742 | Надгробни споменик Томи Сандуловићу                                                            | Надгробни споменик Томи Сандуловићу                                                            | Православно гробље, Ослобођења бб        | 44.875929°N 20.651388°E / 44.875929, 20.651388 | Панчево               |                 | Панчево    | ПАНЧЕВО        |
| СК 1743 | Надгробни споменик Стевице Јовановића                                                          | Надгробни споменик Стевице Јовановића                                                          | Православно гробље, Ослобођења бб        | 44.875929°N 20.651388°E / 44.875929, 20.651388 | Панчево               |                 | Панчево    | ПАНЧЕВО        |
| СК 1744 | Надгробни споменик борцима из I светског рата и жртвама фашистичког терора из II светског рата | Надгробни споменик борцима из I светског рата и жртвама фашистичког терора из II светског рата |                                          |                                                | Панчево               |                 | Панчево    | ПАНЧЕВО        |
| СК 1745 | Споменик стрељаним родољубима из Борче                                                         | Споменик стрељаним родољубима из Борче                                                         | Трг мученика                             | 44.872184°N 20.635644°E / 44.872184, 20.635644 | Панчево               |                 | Панчево    | ПАНЧЕВО        |
| СК 1746 | Споменик оснивачима панчевачке гимназије                                                       | Споменик оснивачима панчевачке гимназије                                                       | порта Успењске цркве                     | 44.872342°N 20.638455°E / 44.872342, 20.638455 | Панчево               |                 | Панчево    | ПАНЧЕВО        |
| СК 1747 | Хотел „Војводина”                                                                              | Хотел „Војводина”                                                                              | (разрушен)                               | 44.870424°N 20.638273°E / 44.870424, 20.638273 | Панчево               |                 | Панчево    | ПАНЧЕВО        |
| СК 1748 | Црвени магацин у Панчеву                                                                       | Црвени магацин у Панчеву                                                                       | Кеј Радоја Дакића                        | 44.865641°N 20.639571°E / 44.865641, 20.639571 | Панчево               |                 | Панчево    | ПАНЧЕВО        |
| СК 1749 | Зграда Гимназије „Урош Предић”                                                                 | Зграда Гимназије „Урош Предић”                                                                 | Игњата барајевца 5                       | 44.870584°N 20.637656°E / 44.870584, 20.637656 | Панчево               |                 | Панчево    | ПАНЧЕВО        |
| СК 1750 | Зграда у Улици Браће Јовановића 13                                                             | Зграда у Улици Браће Јовановића 13                                                             | Браће Јовановића 13                      | 44.871785°N 20.638814°E / 44.871785, 20.638814 | Панчево               |                 | Панчево    | ПАНЧЕВО        |
| СК 1751 | Кућа Танацковића                                                                               | Кућа Танацковића                                                                               | Косовска 1                               |                                                | Панчево               |                 | Панчево    | ПАНЧЕВО        |
| СК 1752 | Железничка станица Тамиш                                                                       | Железничка станица Тамиш                                                                       | Трг мученика 1                           | 44.872184°N 20.635644°E / 44.872184, 20.635644 | Панчево               |                 | Панчево    | ПАНЧЕВО        |
| СК 1753 | Кућа у Ул. Петра Драпшина бр. 8                                                                | Кућа у Ул. Петра Драпшина бр. 8                                                                | Петра Драпшина бр. 8                     | 44.869656°N 20.640048°E / 44.869656, 20.640048 | Панчево               |                 | Панчево    | ПАНЧЕВО        |
| СК 1754 | Кућа Дуде Бошковића                                                                            | Кућа Дуде Бошковића                                                                            | Браће Јовановића 17                      | 44.871761°N 20.638383°E / 44.871761, 20.638383 | Панчево               |                 | Панчево    | ПАНЧЕВО        |
| СК 1755 | Провијант магацин у Панчеву                                                                    | Провијант магацин у Панчеву                                                                    | Мученичка бб                             | 44.869287°N 20.637232°E / 44.869287, 20.637232 | Панчево               |                 | Панчево    | ПАНЧЕВО        |
| СК 1756 | Кућа у Ул. Жарка Фогараша 4                                                                    | Кућа у Ул. Жарка Фогараша 4                                                                    | Жарка Фогараша 4                         | 44.866881°N 20.644478°E / 44.866881, 20.644478 | Панчево               |                 | Панчево    | ПАНЧЕВО        |
| СК 1757 | Римокатоличка црква Свете Ане у Панчеву                                                        | Римокатоличка црква Свете Ане у Панчеву                                                        | Улица Ослобођења                         | 44.876787°N 20.655315°E / 44.876787, 20.655315 | Панчево               |                 | Панчево    | ПАНЧЕВО        |
| СК 1758 | Зграда „Крагујевац” у Панчеву                                                                  | Зграда „Крагујевац” у Панчеву                                                                  |                                          |                                                | Панчево               |                 | Панчево    | ПАНЧЕВО        |
| СК 1759 | Каћурина штампарија у Панчеву                                                                  | Каћурина штампарија у Панчеву                                                                  | (разрушена)                              | 44.867846°N 20.639898°E / 44.867846, 20.639898 | Панчево               |                 | Панчево    | ПАНЧЕВО        |
| СК 1760 | Зграда ОШ „Аксентије Максимовић”                                                               | Зграда ОШ „Аксентије Максимовић”                                                               | Аксентија Максимовића 1                  | 44.904219°N 20.880329°E / 44.904219, 20.880329 | Долово                |                 | Панчево    | ПАНЧЕВО        |
| СК 1761 | Родна кућа Аксентија Максимовића                                                               | Родна кућа Аксентија Максимовића                                                               | Дејана Бранкова 3                        | 44.906552°N 20.883334°E / 44.906552, 20.883334 | Долово                |                 | Панчево    | ПАНЧЕВО        |
| СК 1762 | Велики камени крст у Јабуци                                                                    | Велики камени крст у Јабуци                                                                    |                                          | 44.947239°N 20.589725°E / 44.947239, 20.589725 | Јабука                |                 | Панчево    | ПАНЧЕВО        |
| СК 1763 | Пошаљи фотографију                                                                             | Кућа у Ул. Стеријиној бр. 11                                                                   | Стеријина 11                             | 45.118819°N 21.299613°E / 45.118819, 21.299613 | Вршац                 |                 | Вршац      | ПАНЧЕВО        |
| СК 1764 | Три бурета за вино                                                                             | Три бурета за вино                                                                             | Трг Зелена Пијаца 11                     | 45.123157°N 21.295869°E / 45.123157, 21.295869 | Вршац                 |                 | Вршац      | ПАНЧЕВО        |
| СК 1765 | Римокатоличка црква Св. Герхарда де Сангредо у Вршцу                                           | Римокатоличка црква Св. Герхарда де Сангредо у Вршцу                                           | Жарка Зрењанина 31                       | 45.118153°N 21.301512°E / 45.118153, 21.301512 | Вршац                 |                 | Вршац      | ПАНЧЕВО        |
| СК 1766 | Кућа у Ул. Жарка Зрењанина бр. 27а                                                             | Кућа у Ул. Жарка Зрењанина бр. 27а                                                             | Жарка Зрењанина 27а                      | 45.118592°N 21.30119°E / 45.118592, 21.30119   | Павлиш                |                 | Вршац      | ПАНЧЕВО        |
| СК 1767 | Кућа у Ул. Задружна бб                                                                         | Кућа у Ул. Задружна бб                                                                         | Задружна бб                              | 45.035094°N 21.376599°E / 45.035094, 21.376599 | Куштиљ                |                 | Вршац      | ПАНЧЕВО        |
| СК 1768 | Кућа са окућницом у Ритишеву                                                                   | Кућа са окућницом у Ритишеву                                                                   | Валерија Докна 38                        | 45.067186°N 21.223072°E / 45.067186, 21.223072 | Ритишево              |                 | Вршац      | ПАНЧЕВО        |
| СК 1769 | Војно-граничарска зграда у Добрици                                                             | Војно-граничарска зграда у Добрици                                                             |                                          | 45.212852°N 20.848397°E / 45.212852, 20.848397 | Добрица (Алибунар)    |                 | Алибунар   | ПАНЧЕВО        |
| СК 1770 | Румунска православна црква Св. пророка Илије у Ковину                                          | Румунска православна црква Св. пророка Илије у Ковину                                          | Цара Лазара                              | 44.741125°N 20.978982°E / 44.741125, 20.978982 | Ковин                 |                 | Ковин      | ПАНЧЕВО        |
| СК 1771 | Римокатоличка црква Св. Терезије Авилске у Ковину                                              | Римокатоличка црква Св. Терезије Авилске у Ковину                                              |                                          | 44.738099°N 20.980366°E / 44.738099, 20.980366 | Ковин                 |                 | Ковин      | ПАНЧЕВО        |
| СК 1772 | Три надгробна споменика у порти српске православне цркве у Делиблату                           | Три надгробна споменика у порти српске православне цркве у Делиблату                           | Маршала Тита                             | 44.839967°N 21.035749°E / 44.839967, 21.035749 | Делиблато             |                 | Ковин      | ПАНЧЕВО        |
| СК 1773 | Словачка евангелистичка црква у Ковачици                                                       | Словачка евангелистичка црква у Ковачици                                                       |                                          | 45.113512°N 20.626454°E / 45.113512, 20.626454 | Ковачица              |                 | Ковачица   | ПАНЧЕВО        |
| СК 1774 | Водица Воздвиженија часног крста у Уздину                                                      | Водица Воздвиженија часног крста у Уздину                                                      |                                          | 45.203086°N 20.629732°E / 45.203086, 20.629732 | Уздин                 |                 | Ковачица   | ПАНЧЕВО        |
| СК 1775 | Водица Силаска Св. Духа - Тројица у Самошу                                                     | Водица Силаска Св. Духа - Тројица у Самошу                                                     |                                          | 45.202512°N 20.772823°E / 45.202512, 20.772823 | Самош                 |                 | Ковачица   | ПАНЧЕВО        |
| СК 1776 | Водица Усековања главе св. Јована Крститеља у Црепаји                                          | Водица Усековања главе св. Јована Крститеља у Црепаји                                          |                                          | 44.995014°N 20.641577°E / 44.995014, 20.641577 | Црепаја               |                 | Ковачица   | ПАНЧЕВО        |
| СК 1777 | Водица Св. Врача у Црепаји                                                                     | Водица Св. Врача у Црепаји                                                                     |                                          | 45.019754°N 20.63376°E / 45.019754, 20.63376   | Црепаја               |                 | Ковачица   | ПАНЧЕВО        |
| СК 1778 | Зграда Историјског архива у Белој Цркви                                                        | Зграда Историјског архива у Белој Цркви                                                        | Улица I октобра 40                       | 44.903634°N 21.424411°E / 44.903634, 21.424411 | Бела Црква            |                 | Бела Црква | ПАНЧЕВО        |
| СК 1779 | Зграда Музејске јединице у Белој Цркви                                                         | Зграда Музејске јединице у Белој Цркви                                                         | Улица I октобра 36                       | 44.903543°N 21.424486°E / 44.903543, 21.424486 | Бела Црква            |                 | Бела Црква | ПАНЧЕВО        |
| СК 1780 | Железнички комплекс Јасеново на прузи Вршац—Бела Црква                                         | Железнички комплекс Јасеново на прузи Вршац—Бела Црква                                         |                                          | 44.939772°N 21.318174°E / 44.939772, 21.318174 | Јасеново (Бела Црква) |                 | Бела Црква | ПАНЧЕВО        |
| СК 1781 | Родна кућа народног хероја Саве Мунћана                                                        | Родна кућа народног хероја Саве Мунћана                                                        |                                          |                                                | Крушчица (Бела Црква) |                 | Бела Црква | ПАНЧЕВО        |
| СК 1974 | Зграда историјског архива у Панчеву                                                            | Зграда историјског архива у Панчеву                                                            | Немањина 7                               | 44.872393°N 20.647934°E / 44.872393, 20.647934 | Панчево               |                 | Панчево    | ПАНЧЕВО        |
| СК 1975 | Гајићева апотека                                                                               | Гајићева апотека                                                                               | Светозара Милетића 11                    | 44.873564°N 20.639661°E / 44.873564, 20.639661 | Панчево               |                 | Панчево    | ПАНЧЕВО        |
| СК 2000 | Зграда старе поште у Панчеву                                                                   | Зграда старе поште у Панчеву                                                                   | Штросмајерова 1                          | 44.870393°N 20.639362°E / 44.870393, 20.639362 | Панчево               |                 | Панчево    | ПАНЧЕВО        |
| СК 2001 | Кип Светог Флоријана у Панчеву                                                                 | Кип Светог Флоријана у Панчеву                                                                 |                                          |                                                | Панчево               |                 | Панчево    | ПАНЧЕВО        |
| СК 2018 | Зграда на Тргу Св. Теодора Вршачког бр. 33 у Вршцу                                             | Зграда на Тргу Св. Теодора Вршачког бр. 33 у Вршцу                                             | Трг Св. Теодора Вршачког 33              | 45.120768°N 21.29529°E / 45.120768, 21.29529   | Вршац                 |                 | Вршац      | ПАНЧЕВО        |
| СК 2024 | Зграда Дома омладине у Панчеву                                                                 | Зграда Дома омладине у Панчеву                                                                 | Светог Саве 10                           | 44.873268°N 20.646689°E / 44.873268, 20.646689 | Панчево               |                 | Панчево    | ПАНЧЕВО        |
| СК 2025 | Капела Св. Георгија на православном гробљу у Панчеву                                           | Капела Св. Георгија на православном гробљу у Панчеву                                           |                                          | 44.876088°N 20.651077°E / 44.876088, 20.651077 | Панчево               |                 | Панчево    | ПАНЧЕВО        |
| СК 2130 | Водоторањ у Панчеву                                                                            | Водоторањ у Панчеву                                                                            | др Жарка Фогараша                        |                                                | Панчево               |                 | Панчево    | ПАНЧЕВО        |
| СК 2131 | Зграда старе болнице у Панчеву                                                                 | Зграда старе болнице у Панчеву                                                                 | угао Милоша Обреновића и Милоша Требињца |                                                | Панчево               |                 | Панчево    | ПАНЧЕВО        |
| СК 2132 | Јавно парно купатило у Панчеву                                                                 | Јавно парно купатило у Панчеву                                                                 | др Жарка Фогараша 18                     |                                                | Панчево               |                 | Панчево    | ПАНЧЕВО        |
| СК 2139 | Зграда „Социјалног” у Панчеву                                                                  | Зграда „Социјалног” у Панчеву                                                                  | Мите Топаловића                          |                                                | Панчево               |                 | Панчево    | ПАНЧЕВО        |
| СК 2141 | Кућа у Ул. Жарка Зрењанина 106А                                                                | Кућа у Ул. Жарка Зрењанина 106А                                                                | Жарка Зрењанина 106А                     |                                                | Панчево               |                 | Панчево    | ПАНЧЕВО        |
| СК 2141 | Комплекс Свилара на реци Тамиш                                                                 | Комплекс Свилара на реци Тамиш                                                                 |                                          |                                                | Панчево               |                 | Панчево    | ПАНЧЕВО        |
| СК 2154 | Логор „Свилара” у Панчеву                                                                      | Логор „Свилара” у Панчеву                                                                      | Милоша Обреновића                        |                                                | Панчево               |                 | Панчево    | ПАНЧЕВО        |
| СК 2217 | Банатска окућница у Долову                                                                     | Банатска окућница у Долову                                                                     |                                          |                                                | Долово                |                 | Панчево    | ПАНЧЕВО        |
| СК 2221 | Мађарска реформаторска црква у Дебељачи                                                        | Мађарска реформаторска црква у Дебељачи                                                        |                                          |                                                | Дебељача              |                 | Ковачица   | ПАНЧЕВО        |
| СК 2222 | Евангелистичка црква са помоћним зградама                                                      | Евангелистичка црква са помоћним зградама                                                      | др Светислава Касаповића                 |                                                | Панчево               |                 | Панчево    | ПАНЧЕВО        |
| СК 2272 | Пошаљи фотографију                                                                             | Ватрогасни дом у Баранди                                                                       | Трг маршала Тита бр. 5                   | 45.084551°N 20.441896°E / 45.084551, 20.441896 | Баранда               |                 | Опово      | ПАНЧЕВО        |